# 德士龙

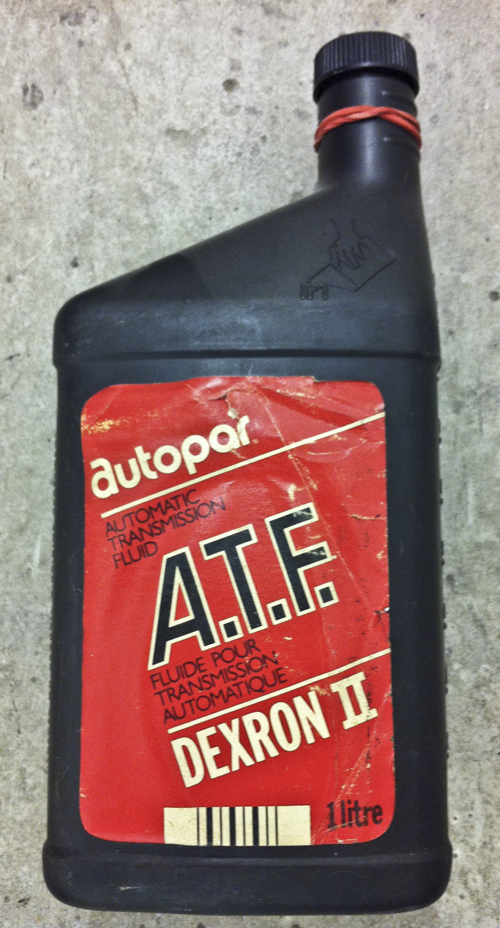
1980年代早期，加拿大克莱斯勒销售的AutoPar牌德士龙2级自动变速箱油

德士龙（英語：DEXRON）是通用汽车所制定的自动变速箱油标准的商标。该商标已经被通用汽车注册，一些外围公司经授权后可以以其他品牌生产。GM一直在更新它的标准，新款油料基本可以向下兼容。

## 版本
最早版本德士龙诞生于1968年，原料是抹香鲸油。因美国濒危物种法的出台，而于1972年停止使用并被德士龙-二取代。目前版本是2005年制定的德士龙-六（DEXRON-VI）。